# Typedef
Typedef jest słowem kluczowym w C i C++. Celem typedef jest przypisanie nazw alternatywnych do istniejących typów, najczęściej tych, których standardowa deklaracja jest zbyt trudna lub może wprowadzić programistę w błąd.

## Przykłady użycia
Zamiast pisać skomplikowane typy jak np.:
```
int
 
f
(
const
 
map
<
int
,
 
vector
<
int
>
 
>&
 
kolejka
)
 
{

  
...

}

int
 
g
()
 
{

  
map
<
int
,
 
vector
<
int
>
 
>
 
kolejka
;

  
int
 
wynik
 
=
 
f
(
kolejka
);

}

...

```

można użyć typedef:
```
typedef
 
map
<
int
,
 
vector
<
int
>
 
>
 
Kolejki
;

int
 
f
(
const
 
Kolejki
&
 
kolejka
)
 
{

  
...

}

int
 
g
()
 
{

  
Kolejki
 
kolejka
;

  
int
 
wynik
 
=
 
f
(
kolejka
);

}

...

```